# تمرد منصور السعدون 1880-1881
تمرد منصور السعدون 1880-1881 هو تمرد قاده منصور باشا السعدون أحد شيوخ المنتفق وقائممقام قضاء المنتفق، ومعه ابن عمه فهد باشا العلي وفالح بن ناصر السعدون وهم من شيوخ عشيرة آل السعدون وأمراء عشائر المنتفق العراقيين ضد تصرفات حكومة ولاية البصرة ومتصرفية المنتفق تجاههم، حيث حاول منصور بن راشد وابن عمه فهد العلي إعادة أملاك زراعية لهما فسخت تلك الحكومات تفويضها بالطابو. مما جعل الأجواء متوترة فعاثت القبائل الموالية لهؤلاء الأمراء بالأرض فسادًا، وتدخلت الحكومة المركزية في اسطنيول بالتهدئة، ولكن بالنهاية حسم الجيش العثماني السادس الموجود في بغداد الأمر لصالحه، وطرد المتمردين إلى الصحراء الشامية. وبذلك انتهى الاعتراف الحكومي بحكم آل السعدون على قبائل المنتفق.

## البداية
جاءت حقبة الإصلاح العثماني أو «التنظيمات» بقانون الأراضي المسمى بقانون الطابو الذي شرع سنة 1858م، ونص على حقوق التصرف بالأراضي الحكومية للمواطنين بشروط بسيطة، وبادر مدحت باشا خلال ولايته العراق (1869-1872) إلى تطبيق القانون في العراق إسوة ببقية ولايات الدولة العثمانية. وتساهل كثيرًا مع امكانيات المزارعين، وفوض الأراضي مقابل قيمتها للفلاح صاحب الأرض. إلا أن ذلك لم يمنع من ظهور إقطاعات واسعة للأراضي، فقد تمكن أصحاب النفوذ من الحصول على مساحات شاسعة بهذه الوسائل، وبلغ الأمر أن أصبحوا يملكون قرى بأكملها، وعائلات تلك القرى تحت رحمته. وكانت عملية التفويض من أهم إجراءات المتصرف ناصر باشا السعدون في المنتفق، حيث تركت آثارا لعقود طويلة على الواقع الاقتصادي والاجتماعي في اللواء. وقبلها لم تكن القبيلة تعرف نظام الملكية الخاصة للفرد، بل كانت كل العشيرة تتصرف بأرضها بشكل جماعي حسب العرف السائد. ثم وضعت الحكومة حقوق التصرف بالأراضي الزراعية الأميرية في مزاد علني بين الراغبين، فكان هدف الإجراء هو زيادة دخل الدولة، بينما رأى البعض الآخر (وخاصة في مناطق المنتفق) أن هدف العملية هو دفع أمراء القبائل -السعدون وغيرهم- للرضوخ للدولة. وكان لنفوذ ناصر باشا مهمًا في تسجيل معظم أراضي المنتفق له ولأقربائه ولخاصته عندما كان متصرفًا للمنتفق (1869-1874) ثم واليًا على البصرة (1875-1877)، فقد تقدم هو ومعه عدد من آل سعدون للمزايدة على الأراضي المعلن عنها في لواءي المنتفق والبصرة وحازوا على معظم تلك الأراضي، ولكنه كان في نفس الوقت يحث ويشجع الجميع أن يفعلوا مثله ويسجلوا أراضيهم بإسمهم، إلا أن حماسه هذا اصطدم بجدار من الصمت وعدم المبالاة من القبيلة خوفًا من الجندية ودفع الضرائب والاستقرار، وكذلك خوفهم من سهولة وصول الحكومة إليهم، والكد المتعب في عمليات الزرع، كما أن ذلك يتطلب منهم دفع الأموال لشراء الطابو.

## المشكلة
خرج ناصر السعدون من حكم ولاية البصرة في 1877 بعد أن طلبته حكومة اسطنيول لتعينه في «مجلس شوراي دولت»، فقام الولاة من بعده بفسخ تفويض الأراضي الأميرية بالطابو التي بإسمه وإسم عددًا من آل السعدون، من ضمنهم أخيه منصور الذي عاد من اسطنبول إلى بغداد صيف 1878م، ليسافر إلى البصرة في شعبان 1295هـ/آب-أغسطس 1878م لمحاولة استرداد أملاكه هناك، ولكنه لم يتمكن من استردادها فعاد مستاءا من تصرفات والي البصرة عبد الله باشا، وازداد استياؤه في الرحلة التالية في شوال/تشرين الأول/أكتوبر ذات السنة من الاجراءات الضارة التي اتخذها ضده الوالي الذي ناوأه في كل شيء له صلة بمصالحه، ووصل استياؤه إلى قاسم باشا الزهير -عدو أخيه ناصر- الذي اتهمه علانية بتحريض الوالي ضده. وقد مكث بالبصرة عدة شهور يراجع واليها الجديد «ثابت باشا» بشأن أملاكه وأملاك إبنه سليمان دون نتيجة، مما جعله يغادر غاضبا إلى القرنة يوم 21 ذي القعدة 1296هـ/7 تشرين الثاني-تشرين الثاني/نوفمبر 1879م، فأرسل شكوى إلى المراجع العليا في اسطنبول وأخبر أخوه ناصر باشا الموجود في اسطنيول على مايجري. ثم وقع في بداية محرم 1297هـ/كانون الأول-ديسمبر 1879م حادث أدى إلى سخطه على السلطات الحكومية، حيث تعرض ابنه سليمان في بلدة الحي إلى هجوم مسلح كاد أن يقضي عليه، فأبرق منصور وهو في بغداد إلى متصرف المنتفق أحمد بك طالبًا منه معاقبة مرتكبي الحادث، فرد عليه أنه أرسل محققين للتدقيق بالحادث، وتعهد بالتزام الحياد في معالجة القضية. وتراكمت الأمور ضده بعد زيارته البصرة في ربيع الأول 1297هـ/شباط-فبراير 1880م ومعه محاميه للمرافعة في قضايا أملاكه هناك، وبقي حتى جمادى الأولى/أيار مايو من نفس السنة ولكن دون فائدة، فخرج ساخطًا من البصرة إلى الغراف حيث مضارب ابنه سليمان، ولم تكن مضارب ابن عمه فهد باشا العلي بعيدة عنه، الذي بعد عزله من متصرفية المنتفق سنة 1879م بدأ المتصرف الجديد «أحمد باشا» يدقق في الملفات بحثًا عن مخالفات يمكن إلصاقها بفهد وحاشيته، ويرسل نتائج تدقيقاته إلى والي البصرة «ثابت باشا» أول بأول. فطلب الوالي من فهد باشا الحضور إليه في ذي الحجة 1296هـ/تشرين الثاني/نوفمبر 1879م لمعالجة بعض الفروق المالية إثناء تسليم المتصرفية للمتصرف الجديد مع وكيله والتي أنكرها فهد أمام أحمد باشا. فاستغل قاسم باشا الزهير تلك الفرصة للكيد به، فأشار على الوالي بمسايسته وابقائه في البصرة إلى حين حضور الملتزمين من المنتفق لمعرفة منشأ تلك الفروقات. ولكن تمكن فهد باشا في اقناع الوالي بالمغادرة والاكتفاء ببقاء وكيله بالبصرة. فخرج إلى مضاربه في محيرجة وهو يغلي سخطًا على حكومة ولاية البصرة التي غدت ألعوبة بيد قاسم الزهير، الذي بلغ حقده عليه أن حاول قتله ثلاث مرات دون أن يفلح. وهناك التقى بابن عمه منصور السعدون ليعلنا التمرد ضد الحكومة. وحاولا ضم فالح باشا لهما، ولكنه رفض في بداية الأمر وبإصرار. فلم يفت عضدهما ذلك الرفض، بل مضيا قدما في ثورتهما. ويرجع سبب رفض فالح المساهمة هو رفضه للعنف وسفك الدماء، بالإضافة إلى وجود والده ناصر باشا في اسطنبول تحت نظر ويد الدولة، مما دفعه إلى التريث قدر الإمكان.

## اندلاع التمرد

### عهد الوالي عبد الرحمن باشا

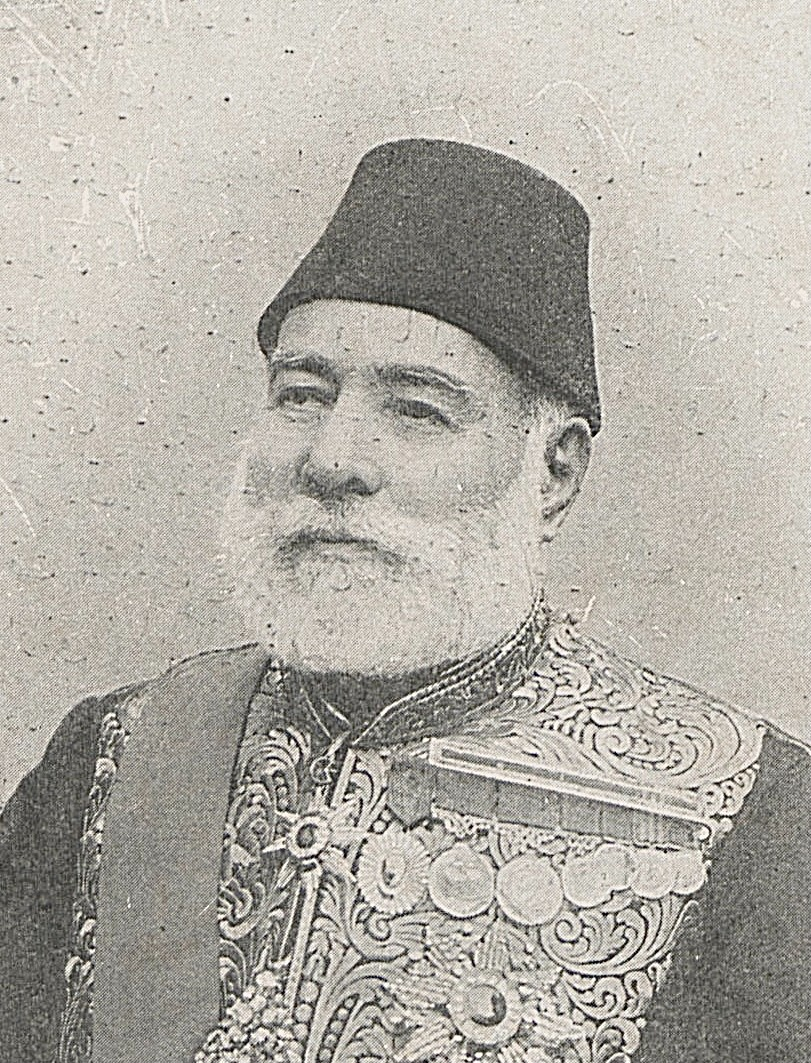
عبد الرحمن باشا والي بغداد (1879-1880).

بعد أن اعلن منصور وابن عمه فهد التمرد انضم إليهما بعض العشائر التابعة لهما، فقامت بطرد موظفي الدولة، وامتنعت عن أداء الضرائب وقطعت أسلاك التلغراف بين السماوة والناصرية، وجرى التعبئة الواسعة وتحشيد القبائل الأخرى في جنوب العراق، فكانت العشائر الثائرة تغير على العشائر المترددة، مما ترتب على ذلك قيام حالة فوضى واسعة في ديار المنتفق. فلقب منصور نفسه ب«سلطان البر» وكان ناصر باشا السعدون يتابع أولا بأول التطورات الجارية في المنتفق وهو في اسطنيول من خلال رسائل معتمده «نعوم سركيس» ورسائل ابنه فالح، وبحكم عضويته في مجلس شورى الدولة واتصاله المباشر بمراكز صنع القرار في العاصمة ومطلعًا على وجهة النظر الرسمية، خلص إلى عدم جدوى التمرد على الحكومة في هذا الوقت، وقد استدعته الحكومة العثمانية عدة مرات لأخذ رأيه في توتر الأوضاع في المنتفق، وكان يهون للمسؤولين ذلك التمرد ويقلل من أمره، ولعله كان يعول على موقف ابنه فالح باشا في ابعاد قسم كبير من المنتفق عن التمرد كي يضيق نطاقه ويضعف. إلا أن فالح أربك حسابات أبيه حين حسم أمره وقرر الانضمام إلى التمرد، وقد برر عصيانه لأمر أبيه في برقية وجهها إليه يوم 27 رجب 1297هـ/6 تموز/يوليو 1880 جاء فيها:
اجبرت تلك الاضطرابات والي البصرة «ثابت باشا» على التوجه إلى الناصرية لمعالجة الأمر عن قرب. بالمقابل أرسلت الدولة تعزيزات عسكرية كبيرة لعموم المناطق المحيطة بأرض المنتفق تحسبًا من آثار حركة التمرد المتصاعدة والتي ألغت أي وجود للدولة في ديار المنتفق. ومع ذلك لم يرد زعيما التمرد قطع حبل الاتصال مع حكومة اسطنبول، فرفعا في رجب 1297هـ/حزيران-يونيو 1880م برقية بتوقيع خمسين رجلا من آل السعدون تنفي عصيانهم للدولة وتبرر أعمال العنف الجارية بانها رد فعل على تعديات السلطة عليهم وما لحقهم من إساءات على يد ثابت باشا ومستشاره «قاسم الزهير». ومع تشدد العسكر مال الوالي عبد الرحمن باشا إلى التفاهم مع المتمردين في حل المشكلة سلميًا، فعندما وصل الكوت من بغداد اجتمع مع البشوات الثلاثة منصور وفهد وفالح الذين طالبوا الوالي بتعيين متصرف سعدوني للواء المنتفق، وإعادة جميع الأراضي المفسوخة إلى أصحابها، وسحب القوات النظامية من ديرة المنتفق. فأرسل الوالي تلك المطالب إلى الباب العالي مع اقتراح بعزل والي البصرة ثابت باشا ومتصرف المنتفق أحمد بك وإلغاء ولاية البصرة إلحاقها بولاية بغداد. فوافقت الحكومة بتلك المقترحات وأغفلت مطالب آل سعدون الرئيسة، مع إصدار عفو سلطاني عن الباشوات الثلاثة في رجب /حزيران/يونيو 1880م. وبعدها طلب الوالي عبد الرحمن باشا من فالح أن يصلح أعمدة البرق التي قلعت أثناء التمرد، فأنجزها فالح في فترة قصيرة. فقام الوالي بمنح التزام إيرادات المنتفق لفالح بمبلغ 16 ألف ليرة، دفع منها 4 آلاف نقدًا والباقي على أقساط. عاد بعدها الوالي إلى بغداد في شعبان 1297هـ/بوليو 1880م وبمعيته منصور باشا، حيث بدات الأمور تتجه إلى الهدوء. ومع ذلك ظلت العلاقات متوترة بين منصور باشا وقاسم الزهير حتى عد الباب العالي تلك الأزمة هي من أسباب التوتر مع آل السعدون.

### عهد الوالي تقي الدين باشا
مع تلك التهدئة استمرت صحف اسطنبول تنشر ما يروج من شائعات في المنتفق، فرفع الوالي عبد الرحمن باشا برقية إلى الصدارة العظمى في 28 شعبان 1297هـ/5 آب-أغسطس 1880م حذر فيها من تأثير تلك الشائعات، وسعى إلى ابطالها. إلا أن فترة حكمه قد انتهت في تشرين الأول/أكتوبر 1880م، وحل محله «تقي الدين باشا» في كانون الأول-كانون الأول/ديسمبر 1880م الذي كان أكثر ميلا لموقف الجيش العثماني. وقد قدم إليه في بغداد فالح وشقيقه مزيد في بداية 1881م للترحيب به وتهنئته بالمنصب الجديد، ومكثا عنده حوالي 20 بومًا، عاد بعدها فالح محبطًا من عدم تعيينه متصرفًا للمنتفق. وخلال تلك الفترة كان القطبان السعدونيان فهد باشا وسليمان بن منصور يوطدان العلاقة بينهما ويعدان لما هو آت، أما منصور باشا فإنه بعد تغيير الوالي هرب من بغداد خلسة، فعبر نهر ديالى ومنه إلى نواحي الكوت ثم إلى الحي في أيار/مايو 1881م للتمويه على من يتعقبه، فاتصل به ابن أخيه فالح باشا فجمعا عشيرة آل سعدون وبقية عشائر المنتفق، حيث خطبا فيهم خطبًا أحيا فيه خلافهما مع الحكومة وأعلنا التمرد، فأجابتهما القبائل المجتمعة معهما. فشرع آل السعدون وحلفائهم بتحشيد القبائل، وبذل الشيخان منصور باشا وابن أخيه فالح باشا الأموال الطائلة لاستمالة الناس إليهما، ووزعا الخيول والأسلحة، وجلبا وسائط النقل والمؤن والوقود للاستعداد للمواجهة. وقد استشارت الحكومة العثمانية عدة مرات أخيه الشيخ ناصر السعدون الموجود عندها في ذلك الوقت رأيه في توتر الأوضاع في المنتفق، فأجاب بأن الموقف خطير وأن معالجته تكمن في حل الخلاف بين أخيه منصور والشيخ «قاسم باشا آل زهير» أحد أعيان البصرة، واقترح ابعاد الشيخ قاسم لحل تلك المشكلة، وتأييدًا لرأيه أبرق منصور باشا إلى الديوان السلطاني في إسطنبول مشتكيًا من أن التمرد مرده بالأساس إلى الخلاف بينه وبين قاسم آل زهير. ولكن الحكومة لم تأخذ الأمر مأخذ الجد لا سيما بعد ورود أخبار بعودة الاستقرار إلى البصرة. ومع إصرار ناصر باشا بأن إعادة الاستقرار للمنتفق لا يكون إلا بإبعاد «قاسم الزهير» خصم آل سعدون من البصرة، فقد استدعى الباب العالي قاسم باشا إلى اسطنبول في رجب 1298هـ/حزيران/يونيو 1881م وعينه عضوا في مجلس شورى الدولة، ثم وبأمر سلطاني جرت مصالحة بينه وبين غريمه ناصر السعدون، وبقي في اسطنبول حتى وفاته سنة 1307هـ/1889م، وقيل توفي سنة 1304هـ/1887م.

### عودة التوتر مرة أخرى
عادت التوترات تطفو إلى السطح مرة اخرى، فقد كان عموم آل السعدون مستاءين من عدم إعادة أملاكهم المفسوخة إليهم. وبسبب ذلك جرت بعض القلاقل في سوق الشيوخ، فردت القيادة العسكرية بزيادة الحشود العسكرية في المنطقة في شباط/فبراير وآذار/مارس 1881م، ولكن وصول تلك التعزيزات لم يردع المتمردين عن بدء تحركهم الفعلي حيث بدأت عشائر المنتفق بقلع أعمدة البرق في منطقة سوق الشيوخ، فقلعت 500 منها خلال عشرة أيام. فأرسل والي بغداد تقي الدين باشا وفدًا للتفاوض مع الباشوات الثلاث في الحي، فكانت مطالبهم هي إخلاء ديار المنتفق من القوات الحكومية وتعيين فالح باشا متصرفًا للمنتفق، وهي مطالب لا يمكن قبولها، فهي تعني الاستسلام لإرادة آل سعدون وإعادة هيمنتهم على لواء المنتفق. عندها بدا الصدام أمر حتمي، فشمر عزت باشا قائد الجيش السادس وهو الميال للحسم العسكري منذ البداية عن ساعد الجد، حيث بذل جهودًا جبارة لسحق التمرد، خصوصًا بعد أن نصب منصور باشا نفسه «سلطان البر» وأعلن استقلال لواء المنتفق، وبدأ بمهاجمة لواءي العمارة والبصرة، فكان يهاجم البصرة ليل نهار، بالمقابل استمر أخوه ناصر يخفف من خطر أخيه في أذهان الحكومة العثمانية في إسطنبول. وكانت الدولة متأثرة برأي الشيخ ناصر ولا تعتد برأي عزت باشا، بل كانت توبخه على ما كان يرسله إليها من تقارير ميدانية تخالف ما قد رسخ في أذهانهم من انطباعات عن حقيقة الأوضاع في المنتفق. إلا أن عزت باشا كان واثقًا من انتصاره ومصممًا على سحق التمرد بالقوة، لذا فقد أبرق إلى السلطان عبد الحميد مشتكيا من أن «دراهم السعدون شلت يد أعضاء من الحكومة عن العمل»، وهو يقصد أن آل السعدون قاموا برشوة كبار الموظفين وضباط الدولة لكسب تأييدهم. وكان تأثير تلك البرقية قويًا على الحكومة، وتسبب في إرباك قرارها، فرد الباب العالي على البرقية بما معناه أن الدولة لا يمكنها تحمل نفقات قوة عسكرية كبيرة، وإنه إذا أراد متابعة القتال فإن الدولة لن تمنعه بل وتفوضه مسؤولية ذلك. فضمن الجيش العثماني بجميع مصاريف ونفقات تلك الحملة إن فشلت، وزاد من موقف الجيش تأييد والي بغداد تقي الدين باشا لهم. فكونت القيادة العسكرية قوة من 5 فرق مشاة ولوائين من الفرسان وعدد من المدافع، وقيل عشرة أفواج مكونة من 8 آلاف جندي، وتفويض «ونيس باشا» لقيادة تلك القوة. ومع فشل الوساطات بين الطرفين زحف ونيس باشا إلى المنتفق فانضمت إليه بعض القبائل التي ظلت على ولائها للحكومة، مثل قبائل «ربيعة» و«بني لام» و«زبيد». بالمقابل حشد منصور باشا وابن أخيه فالح باشا جميع أتباعهما من العشائر التي بلغت قوتها 10 آلاف مقاتل. والتقى الجمعان في أرض تسمى «أم الشعير».

## المعركة وما بعدها
توجه عزت باشا بما لديه من امكانيات مادية وبشرية محدودة حتى وصل إلى بلدة الحي، وعند وصولها أتاه أحد اليهود ومعه 30 ألف ليرة هدية من منصور باشا، فرفض عزت باشا تسلمها وكلف اليهودي أن يبلغ الشيخ منصور بأن ينقاد لأوامر الحكومة ويرجع عم أقدم عليه. ثم بقي 3 أيام في الحي ينتظر رد الشيخ منصور، وخلال تلك الفترة اتصل بأمير ربيعة واقنعه بالانفصال عن منصور باشا، وبعد مضي الأيام الثلاث دون رد من منصور باشا، تحرك عزت باشا بما لديه من قوة نحو مقاطعة أم الشعير عند «نهر محيرقة» شمال الحي وتتبع للشيخ عبد الله الياسين رئيس عشائر مياح. فتقدم المتمردون وجعلوا أمامهم نحو الفين أو ثلاثة آلاف من الابل، صروا آذانها بالزفت، وحملوا ظهورها بأكياس من الرمل وركبها بعض الفدائية من الأمام والخلف، فساقوها على الجيش وهجموا عليه، وكانوا يذرونهم بالرمل ليشوشوا الهدف. إلا أن رئيس الفيلق السادس عزت باشا قد باشر القتال بنفسه وكان موقفه خطرا جدا وصار يحرض على القتال وأبدى الضباط بسالة فائقة ونيران المدفعية أصابت الاهداف وتمكنت فأضرت. ثم اندلعت المعركة التي استمرت 3 ساعات قاومت فيها العشائر مقاومة شديدة، ولكن الطرف الحكومي انتصر في النهاية.
تمكن آل السعدون من ترحيل عوائلهم بعد قتال ليلة بنهارها، وانسحبوا إلى منطقة العكار قرب قلعة سكر، وحين طاردهم عزت باشا إلى هناك انسحبوا إلى الشطرة التي تنكرت لهم هي الأخرى ومنعتهم من دخولها، فيمم المنسحبون وجهتهم نحو قرية الخضر على نهر الفرات للعبور إلى الصحراء الشامية، واثناء عبورهم النهر مطلع أيلول/سبتمبر 1881م هاجمتهم قوة من العساكر وأبناء العشائر أرسلها عزت باشا لمطارتهم، فتمكن المهاجمون من نهب بعض الأثقال والإبل، وأخذوا نحو 2350 جمل، وأرسلوا المنهوبات إلى بغداد لبيعها في مزاد علني، هذا عدا مانهب منهم عند هزيمتهم في المعركة. وبعد وصول المنسحبين الشامية بقوا فيها مدة شهرين، خلال تلك المدة كان ناصر باشا يبذل طاقته لمعالجة ذيول تلك الهزيمة المذلة، فقد أطلعته الصدارة العظمى في 22 رمضان 1298هـ/18 آب/أغسطس 1881م على قرار اتخذه مجلس الوكلاء يلزم المهزومين بإعلان خضوعهم للحكومة وإظهار الولاء لها، فأرسل ناصر باشا بدوره إلى ابنه فالح يأمره بطلب العفو السلطاني والتقيد بمضمون قرار مجلس الوكلاء. وقد رد فالح ببرقيتين أرسلهما لأبيه في 14 شوال/9 أيلول/سبتمبر بين فيهما أنه كان على وشك تنفيذ أمره حينما فاجأه وصول طلب من عزت باشا يلزمه بدفع النفقات الحربية التي تكبدتها الخزينة جراء الحرب، وأن يرحل جميع آل السعدون إلى بغداد. وبين فالح رفضه دفع أي غرامات لأن قومه حاربوا دفاعًا عن أنفسهم، كما أبلغه برفض آل السعدون القاطع لفكرة ترحيلهم إلى بغداد، لأن الترحيل يبعدهم عن موطنهم ويحول بينهم وبين إدارة أملاكهم.
وخلال وجود المنسحبين في الصحراء الشامية وردتهم أنباء بأن الأمير محمد بن رشيد أمير حائل ينوي غزوهم بعد أن علم بأن لديه نقودًا وأموالا جمة سهلة السلب، فتركوا تلك المناطق وتوجهوا إلى الحويزة وقيل المحمرة حيث نزلوا بجوار الشيخ مزعل بن جابر الكعبي أمير عربستان، فأكرم مثواهم وظلوا عنده مدة سنتين حتى 1884م عندما بدأ مزعل المرداو وساطته مع بغداد من أجل عودة المنتفق إلى ديارهم، وهي وساطة تكللت بالنجاح، حيث وافقت الحكومة العثمانية شريطة أن لا يعيدوا تشكيل مشيختهم السابقة، وأن يكونوا مواطنين عاديين. فعاد الأمراء السعدونيون إلى ديارهم بعد أن ألغيت إمارتهم وألحقت أراضيها ومسؤولياتها ببغداد والبصرة. فكانت عودة فالح الناصر محبطة، إذ عاد يائساً من استعادة مشيخته المفقودة، فقرر ومن أيده من قبائل الاستقرار شرق الفرات بما يعرف بالجزيرة، في حين سيق منصور بن راشد إلى بغداد واستقر هناك، بينما اختار فهد باشا العلي الاستقرار في أملاكه بالبصرة، أما سعدون المنصور فقد رفض الإذلال الذي تعرض له أبناء السعدون من مصادرة الأملاك والنفي والتشريد والتجاوز المستمر من الموظفين العثمانيين، فقرر الخروج على بغداد والاستقرار في الصحراء المجاورة للمنتفق مع قبائل المنتفق البدوية التي رفضت سياسة الإذلال.

## نتائج التمرد
كانت أهم نتائج معركة الريس هي انهاء تمرد الشيخ منصور السعدون واسقاط مشيخة آل السعدون على إمارة المنتفق التي دامت حوالي 350 سنة، والتي كان لها نفوذ محلي في العراق وأحيانا يتمدد نفوذها فيصبح إقليميًا في المنطقة العربية. وكذلك كوفئ من استطاع اسقاطها، فالوالي تقي الدين أبقي واليًا على العراق لمدة ست سنوات، وهي مدة لم يحظ بها من تلاه من الولاة، وكذلك كوفئ المشير عزت باشا بإسناده ولاية ومشيرية اليمن. أما لواء المنتفق فقد قامت الدولة بإدارته إدارة مباشرة بعد ان قسمته إلى أقضية ونواح، وبدأت تجبي الضرائب المقررة مباشرة من القبائل مستخدمة في ذلك ضروبًا من الغلظة والشدة، ولكن تلك القبضة بدأت تتراخى تدريجيًا لاستشراء الفساد في الإدارة وامتناع القبائل عن دفع الضرائب، سيما وقد ساد بينها التشرذم والتفكك بعد أن رحل زعماء الاتحاد، وانفرط برحيلهم العقد الذي ينظم تلك القبائل ويجمعها إلى درجة من التماسك والنظام، فأصبح لكل عشيرة من عشائر المنتفق رئيس مستقل. وقد ترتب على ذلك أيضا كثرة المعارك بين عشائرها المختلفة. ولكن التسليم بالأمر الواقع الذي فرضته الهزيمة لم يشمل آل السعدون جميعًا، بل برز من بينهم تيار رافض لذلك الواقع قاده سعدون باشا بن منصور الذي اتجه بعد عودته من المنفى واستقراره في «شط الكار» إلى فرض هيمنته على القبائل المحيطة به، وهو أمر قبلته الحكومة أول الأمر ثم حاربته.